# Lawrence Wollersheim

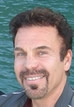
Lawrence Wollersheim

Lawrence Wollersheim (geb. 1951) ist ein US-amerikanischer Autor und ehemaliger Scientologe, der einen Schadenersatzprozess gegen Scientology anstrengte und 8,67 Millionen Dollar vom Gericht zugesprochen bekam. Scientology zögerte den Prozess 22 Jahre hinaus, musste aber dann erstmals eine große Entschädigungszahlung an ein ehemaliges Mitglied leisten.

## Die Klage
Lawrence Wollersheim verließ 1979 Scientology, nachdem er 10 Jahre lang Mitglied der Organisation gewesen war. In weiterer Folge verklagte er diese 1980 auf Schadenersatz in der Höhe von 25 Millionen Dollar. Wollersheim machte vor Gericht geltend, dass die Scientology-Praktiken, die u. a. Gehirnwäsche und emotionale Misshandlung beinhalteten, bei ihm seelischen Schaden verursacht und ihn an den Rand eines Selbstmords getrieben hatten. Weiter gab er an, dass er gezwungen worden sei, mit seinen Eltern den Kontakt abzubrechen, 18 Stunden pro Tag in einem Laderaum eingesperrt und durch Schlafentzug gequält worden zu sein. Vor allem durch das Erreichen der Scientology-Stufe OT III war seine Identität schwer erschüttert worden, da er danach nicht mehr wusste, ob er noch er selbst war oder von jenen tausenden Wesen (Körperthetane – Body Thetans) beherrscht werden würde, die in der OT-III-Xenu-Geschichte vermittelt werden. Wollersheim: „Ich wurde psychotisch. Ich wusste nicht mehr, wer ich war“.

### Die Vorgeschichte
Wollersheim hatte Scientology im Alter von 18 Jahren kennengelernt. Er studierte an der University of Wisconsin at Madison, als er bei einem Besuch in San Francisco angesprochen und zu einem Persönlichkeitstest eingeladen worden war. Er beendete sein Studium, belegte einige Scientology-Kurse, unterzeichnete einen Eine-Milliarde-Jahre-Vertrag der Scientology-Sea-Organisation (Sea Org) und war im Celebrity Center an der 6th Street tätig, wo er Celebritys anwerben sollte.
Nach seiner Zeit als Scientology-Mitarbeiter führte er ein Unternehmen mit 132 Angestellten, das in sieben Städten Kunst an Unternehmen verkaufte. Fast alle Angestellten waren Scientologen und fast alle Kunden ebenfalls.
Seinen dritten Nervenzusammenbruch (Psychotic Break) erlitt Wollersheim beim Absolvieren der Scientology-Stufe OT V. Er verließ Clearwater, wo er OT V absolviert hatte, fuhr nach Los Angeles, wo er sich in einem dunklen Zimmer fand, mit einem Revolver spielend und darüber nachdenkend, Selbstmord zu begehen. Er fuhr wieder nach Clearwater zurück, wo ihm eine Freundin anbot, ihm zu helfen, und er auch einen Mitarbeiter des damaligen Guardian Office traf, der ihm erklärte, dass „er niemals irgendetwas von dem, was er in Scientology erlebt hatte, einem Arzt, Anwalt oder Priester sagen dürfe“. Das Guardian Office war der Vorläufer des heutigen Office of Special Affairs (OSA), dem Geheimdienst von Scientology.
Danach verließ er Scientology und strengte einige Zeit später eine Schadensersatzklage an.

### Der erste Prozess
Der Prozess fand zwischen 1980 und 1986 statt und wurde durch unzählige Eingaben und Anträge der Scientology-Anwälte verzögert. Die Position von Scientology illustriert dabei die Aussage ihres damaligen Los-Angeles-Präsidenten, Ken Hoden: „Larry Wollersheim wird niemals eine einzige dünne Dime von Scientology erhalten!“ (Larry Wollersheim will never get one thin Dime from the Church of Scientology – Dime ist eine 10-Cent-Münze). Scientology startete aber auch verdeckte Aktionen. So wurde das Haus des Anwalts von Wollersheim, Charles O’Reilly, verwanzt und ein Agent in seiner Anwaltskanzlei platziert. Gegen O’Reilly selbst und dessen Leibwächter setzte man weibliche Lockvögel ein. Auch der Richter in dem Prozess, Ronald Swearinger, wurde unter Druck gesetzt: „Ich wurde beschattet, meine Autoreifen wurden aufgeschlitzt und mein Collie ertrank im Pool“. Darüber hinaus wurde auf den homosexuellen Sohn des Richters ein minderjähriger Sexpartner angesetzt. Zu Beginn des Prozesses wurde der Saal mit sogenannten OT VII gefüllt, damit diese mit Telepathie dessen Ausgang beeinträchtigen sollten. Das Gericht ließ sich von den Aktivitäten von Scientology nicht beeindrucken und an einem Freitag verkündete es, dass am folgenden Montag die geheimen OT-III-Materialien von Scientology behandelt werden würden, da der Anwalt von Wollersheim die Anklagepunkte mit diesen belegen wollte.
An besagtem Montag standen 1.500 Scientologen vor der Tür des Gerichtes, um Kopieranfragen in der Gerichtskanzlei zu stellen und derart zu verhindern, dass die OT-III-Unterlagen von Nicht-Scientologen eingesehen werden konnten. Der Los Angeles Times gelang es trotzdem, an eine Kopie zu gelangen. Am 5. und 7. November 1985 veröffentlichte die Zeitung eine Zusammenfassung der Geschichte. Lawrence Wright: „Der Schleier des Geheimnisses war zerrissen“. In den Artikeln der Los Angeles Times wurde die okkulte Kosmologie von Scientology offengelegt, die detaillierten OT-III-[Xenu]-Daten wurden erst im Prozess Scientology vs. Steven Fishman publik, die daraufhin im Internet gepostet wurden, wo sie bis heute zirkulieren.
Zum Abschluss des Prozesses sprach die Jury Larry Wollersheim 30 Millionen Dollar als Entschädigung zu.

### Weitere Prozesse
Scientology ging in Berufung, 1989 wurde der Klage Wollersheim vor dem Berufungsgericht erneut stattgegeben, die Schadensersatzsumme wurde aber auf 2,5 Millionen Dollar reduziert.
In zwei separaten Gerichtsverfahren ging Scientology vor dem US-Bundesbezirksgericht (US District Court) auf Grundlage des RICO Acts (Racketeer Influenced and Corrupt Organizations Act) gegen Wollersheim, seine Anwälte und seine Sachverständigen vor. Die Klagen bezogen sich darauf, dass Wollersheim vorgeworfen wurde, während seines Schadensersatzprozesses versucht zu haben, interne Scientology-Dokumente zu präsentieren, was aus Sicht von Scientology dem Vorgehen einer kriminellen Vereinigung entsprach. Beiden Klagen wurde nicht stattgegeben.
Scientology ging danach noch zwei Mal vor den Supreme Court, um das Urteil zu bekämpfen. Das erste Verfahren endete 1994 mit dem Ergebnis der Vorinstanzen, die Entschädigungssumme war mit Zinsen auf 4,7 Millionen Dollar angewachsen.
Nach dem zweiten Verfahren, dem ebenfalls nicht stattgegeben wurde und das eine weitere Berufung ausschloss, überbrachten Anwälte von Scientology 2002 dem Gericht einen Scheck über 8.647.483 Dollar, um die ursprüngliche Summe samt Zinsen zu begleichen und das laufende Gerichtsverfahren einzustellen.
Nach 22-jähriger Prozessdauer blieben Lawrence Wollersheim zwischen einer und zwei Millionen Dollar der Entschädigungssumme, der Rest ging an seine Anwälte für deren jahrelange Arbeit.
Der Religionssoziologe Stephen Kent (University of Alberta) begrüßte das Urteil: „Der Fall Larry Wollersheim ist eine der wesentlichsten Entscheidungen gegen Scientology, da sie zeigt, dass deren Praktiken gefährlich bzw. schädlich sind“.

## FACTnet
1993 gründete Larry Wollersheim gemeinsam mit Bob Penny das FACTnet (Fight Against Coercive Tactics Network), das es sich zur Aufgabe gestellt hatte, in Bezug auf destruktive Gedankenkontrolle im Internet aufklärend zu agieren.
Da ein Schwerpunkt Scientology gewidmet war, wurde FACTnet 1995 von Scientology u. a. auf Copyrightverletzung verklagt. Am 22. August des gleichen Jahres führten zwei US-Marshals in Begleitung von sechs Repräsentanten von Scientology/RTC eine Razzia bei Penny und Wollersheim durch, wobei sechs Computer, Software und ein Dutzend Boxen mit Unterlagen beschlagnahmt wurden. Im September 1995 stellte das Gericht fest, dass keine Copyrightverletzungen vorlagen und die Beschlagnahmung im August illegal war und eine Verletzung der freien Meinungsäußerung darstellte. Scientology prozessierte danach weiter gegen FACTnet und erst 1999 wurde ein Vergleich geschlossen.

## Fair Game (Freiwild)
Im Rahmen des Wollersheimprozesses wurde seitens Scientology eine ganze Reihe von Fair-Game-Aktionen gesetzt, um den Prozess zu torpedieren und die Beteiligten unter Druck zu setzen. Sein Anwalt und der Richter wurden bedrängt, Wollersheim selbst sollte durch das Hinauszögern und Ausweiten des Verfahrens in den finanziellen Ruin getrieben werden. 

„Zweck des Gerichtsverfahrens ist es eher, zu schikanieren und abzuschrecken, als zu gewinnen. Das Recht kann sehr leicht zur Schikane benutzt werden und genügend Schikane bei jemandem, der sich sowieso auf dünnem Eis bewegt, weil er genau weiß, dass er keine Berechtigung hat, wird normalerweise ausreichen, um seinen Bankrott zu verursachen. Wenn möglich, ruinieren Sie ihn selbstverständlich gründlich.“

Das Fair-Game-Gesetz stammt vom 18. Oktober 1967: 

„Feind: Regel für Unterdrückerische Personen anwenden. Freiwild. Darf seines Eigentums beraubt oder (in jeder Weise durch jeden Scientologen) verletzt werden, ohne dass dies disziplinarische Folgen für den Scientologen hat. Darf hereingelegt, verklagt, belogen oder zerstört werden.“

Nachdem dies einen öffentlichen Entrüstungssturm hervorgerufen hatte, wurde die Fair-Game-Regel ein Jahr später von Scientology insofern zurückgenommen, als das Wort Fair Game nicht mehr aufscheinen durfte. Die Praxis wurde aber weiter ausgeübt.
Die Anwälte von Scientology argumentierten u. a. im Wollersheim-Verfahren, dass Fair Game ein „Tätigkeitsschwerpunkt von Scientology“ (core practice of Scientology) sei und derart als religiöse Ausdrucksform geschützt sein sollte.